# Liber statutorum civitatis Ragusii

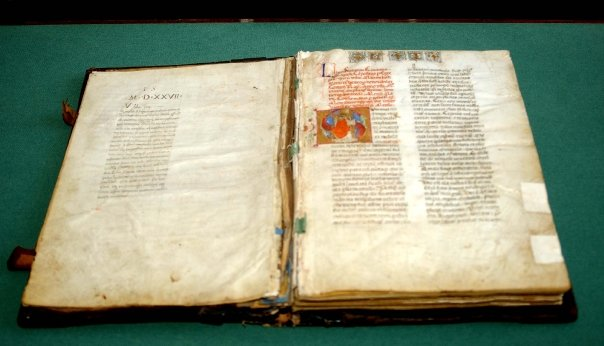
Il Liber statutorum civitatis Ragusii in una copia del XVI secolo

Il Liber statutorum civitatis Ragusii (in italiano: Libro degli statuti della città di Ragusa) è stato il primo e il più noto libro statutario della Repubblica di Ragusa, destinato a rimanere in vigore dal 1272 fino alla fine dell'indipendenza della repubblica marinara dalmata (1808).

## Storia
È logico ritenere che le prime statuizioni normative ragusee risalissero alla fondazione della città, nel VII secolo d.C. Di tali leggi non è pervenuta traccia, ma di certo la loro base dovette essere romana, a causa della storia di Ragusa - fondata da profughi latini di Epidauro, distrutta dagli Avari - e della protezione accordatale all'epoca dall'Impero bizantino. Nel 1205 Ragusa cadde sotto il dominio della Repubblica di Venezia, che la mantenne nei suoi possedimenti fino al 1358, salvo alcune brevi parentesi.
Sono noti alcuni precedenti tentativi di codificazione generale: a noi è giunto un certo numero di ordinanze legislative quali quella del 3 febbraio 1190 - che istituiva il cosiddetto Privilegio di San Biagio - e quella del 13 aprile 1235 che regolamentava le doti. Il tentativo più ambizioso però risaliva ai tempi del Conte veneziano Giovanni Tiepolo (1237-1238), che cercò di metter ordine nel diritto penale di Ragusa.
Sotto la spinta decisiva dei governanti veneziani, e segnatamente del Conte Marco Giustiniani, i ragusei prepararono infine un'ampia collazione di leggi - detta Liber statutorum - che dal momento della sua promulgazione il 9 maggio 1272 assunse il valore di massima fonte di diritto per la città e i suoi possedimenti. A questi farà seguito un'altra collazione di norme, quel Liber statutorum doane (Libro degli statuti della dogana), che a partire dal 29 settembre 1277 regolerà la delicata e fondamentale materia doganale e mercantile della Repubblica, cui si aggiunse dal 1413 una nuova legge doganale nota come Capitolare della doana grande.
Negli anni successivi, la Repubblica di Ragusa promulgherà una serie di norme aggiuntive rispetto al Liber statutorum, che verranno inserite nelle seguenti collazioni:
- Liber omnium reformationum (1335 -1410)
- Liber Viridis (1358-1460)
- Liber Croceus (1460-1803)

## Contenuto e importanza
Il Liber statutorum - scritto interamente in latino - è composto di otto libri: oggi si ritiene che gli ultimi due siano stati aggiunti posteriormente.
Ogni libro contiene sia richiami alla consuetudine precedente che richiami alle leggi scritte precedenti che - infine - innovazioni normative istituite con i nuovi Statuti. I primi libri trattano delle massime cariche pubbliche della città, successivamente si passa al diritto civile, al diritto penale ed infine - negli ultimi due libri - alla navigazione e al commercio marittimo.
Vengono espressi con chiarezza il principio di corrispondenza tra giustizia e legge giusta, insieme alla necessità di subordinazione del potere alla legge: cosa assolutamente non usuale per le dottrine del XIII secolo. Allo stesso tempo, viene introdotto anche il principio dell'analogia, per giudicare su materie di simile contenuto.
L'elaborazione quasi codicistica delle norme è in contrasto con la tradizione veneta, ma l'influenza del diritto veneziano è evidente in alcuni libri, ricalcati su precedenti collazioni normative veneziane: è il caso per esempio del Libro VI (diritto penale), chiaramente derivante dal Liber Promissionis Maleficiis (Venezia, 1232).
L'importanza del Liber statutorum per la storia della Repubblica di Ragusa è straordinaria: al di là dell'influenza che esso ebbe per la creazione degli statuti delle città sottomesse, la sua pubblicazione determinò il passaggio dal diritto consuetudinario alla legge scritta: non a caso nello stesso anno della pubblicazione del Liber statutorum doane (1277) è registrato il primo notaio della storia ragusea: un sacerdote di nome Mastro Tomazinus, che probabilmente fu anche segretario del Maggior Consiglio.

## Edizioni
Non esiste più il manoscritto originale del Liber statutorum: a noi sono pervenute solo delle copie manoscritte. Una di esse - datata 1731 - è conservata presso la biblioteca del Senato, che a sua volta l'aveva ricevuta dalla biblioteca Malvezzi de' Medici di Bologna.
Attualmente l'editio princeps del Liber statutorum è quella curata da Baltazar Bogišić e Konstantin Jireček ed apparsa nel 1904. L'edizione critica - basata sullo stesso testo, ma con l'aggiunta della traduzione in croato e di una serie di saggi di approfondimento - è stata pubblicata a Ragusa nel 2002.